# Matelea calcicola
Matelea calcicola är en oleanderväxtart som först beskrevs av Jesse More Greenman, och fick sitt nu gällande namn av R. E. Woodson. Matelea calcicola ingår i släktet Matelea och familjen oleanderväxter. Inga underarter finns listade i Catalogue of Life.